# アラン・クレパン
アラン・クレパン（Alain Crepin, 1954年2月28日 -）は、ベルギーのサクソフォーン奏者、作曲家、指揮者である。
ベルギーのメテで生まれる。ディナン音楽学校でサクソフォーン、チェロ、ピアノを学ぶ。その後ブリュッセル王立音楽院に進学し、フランソワ・ダネール、ローランド・カルドン、イヴォン・デュセーヌ、ジャック・ルデュックに師事する。
1975年から1981年まで各国でソロ活動を展開、1984年よりベルギー軍楽隊の指揮者に、1985年よりベルギー空軍吹奏楽団の音楽監督に就任。
1981年よりブリュッセル王立音楽院教授。作曲家としても多くの作品を残している。